# Reimarochloa
Reimarochloa is een geslacht uit de grassenfamilie (Poaceae). De soorten van dit geslacht komen voor in delen van Noord- en Zuid-Amerika.

## Soorten
De Catalogue of New World Grasses [19 april 2010] erkent de volgende soorten:
- Reimarochloa aberrans
- Reimarochloa acuta
- Reimarochloa oligostachya